# Archiginnasio di Bologna
L'Archiginnasio di Bologna è uno dei palazzi più significativi della città di Bologna: ubicato nel cuore del centro storico, fu sede dell'antica Università ed è ora sede della Biblioteca Comunale dell'Archiginnasio. È uno degli edifici più importanti di Bologna, costruito dall'architetto Antonio Morandi detto "il Terribilia".

## Storia

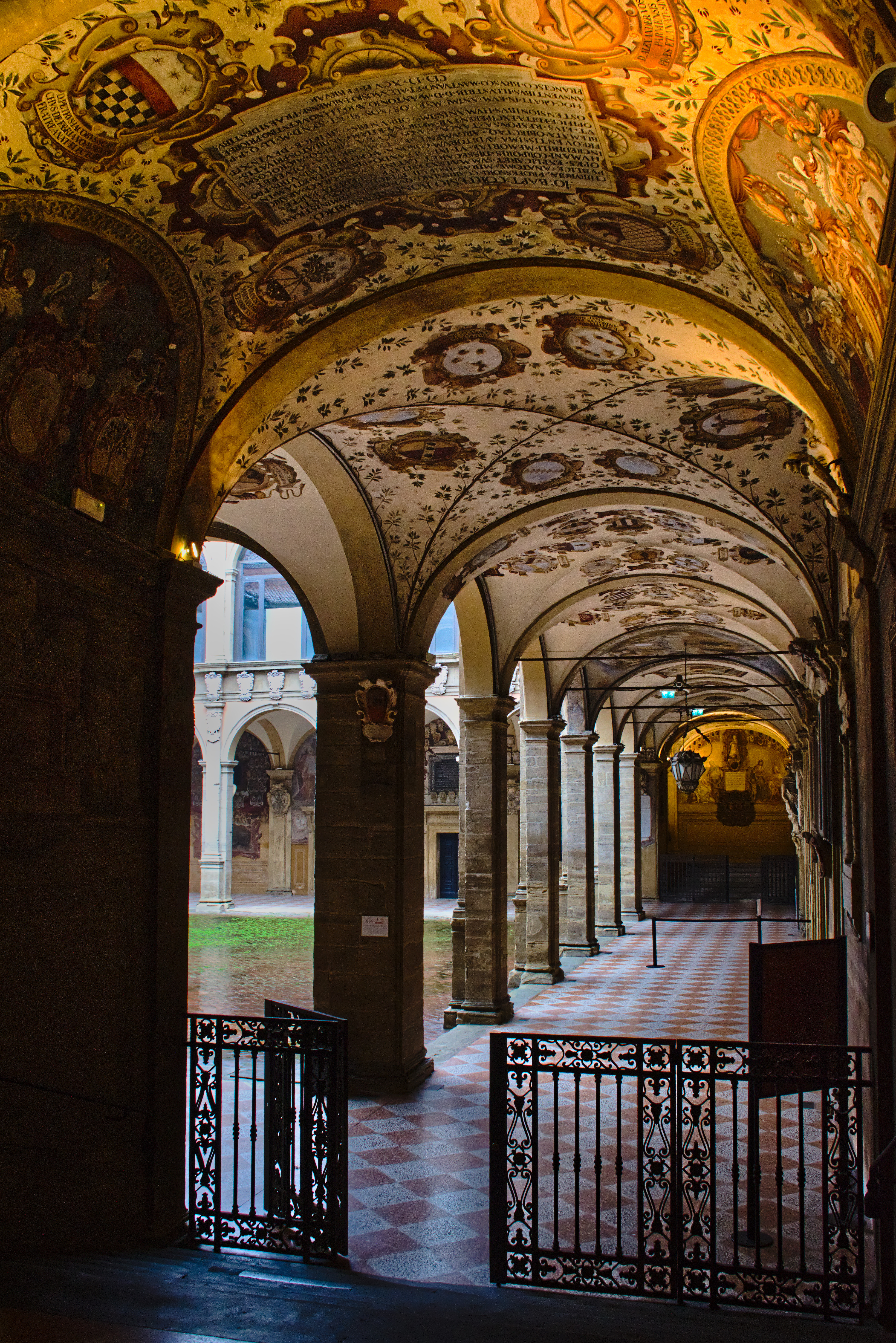
porticato interno

### Edificazione
La costruzione dell'Archiginnasio data dal XVI secolo, quando l'area di Piazza Maggiore fu drasticamente ristrutturata per volere papale: negli stessi anni fu costruita tra l'altro anche la fontana del Nettuno.
La realizzazione dell'Archiginnasio fu commissionata da papa Pio IV per mezzo del cardinale legato Carlo Borromeo e del suo vice Pier Donato Cesi che assegnarono il progetto ad Antonio Morandi, il quale terminò il lavoro di costruzione tra il 1562 e il 1563. Obiettivo del progetto era la realizzazione di un luogo unitario dove svolgere gli insegnamenti universitari relativi alle diverse discipline, prima di allora dispersi tra sedi e luoghi diversi.
L'Archiginnasio rimase sede dello Studium bolognese fino al 1803, quando fu trasferita in Palazzo Poggi, dove si trova tuttora.

### Trasferimento dell'Università
A partire dal 1838 è sede della Biblioteca Comunale dell'Archiginnasio, la più grande dell'Emilia-Romagna, che conserva importanti testi nelle discipline storiche, filosofiche, politiche, letterarie, artistiche, biografiche e bibliografiche ed una sviluppata sezione dedicata alla cultura bolognese. Tra l'altro, la biblioteca conserva circa 35.000 manoscritti ed incunaboli.

## Descrizione

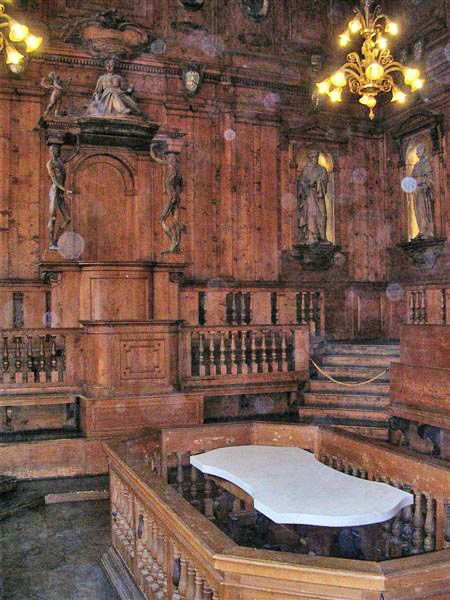
Il teatro anatomico del 1637

Il palazzo è strutturato su due piani con porticata anteriore e cortile centrale a doppio ordine di logge. Al centro del cortile, di fronte all'ingresso, si trova la Cappella di Santa Maria dei Bulgari, che deve il suo nome a una chiesa che sorgeva in "curia Bulgari", cioè presso le case del celebre giurista Bulgaro.
Tra le emergenze storiche principali si annovera il teatro anatomico (che fu costruito su progetto di Antonio Levanti nel 1637). Questo era una sala dedicata allo studio dell'anatomia a forma di anfiteatro, costruita in legno d'abete, soffitto a cassettoni, e decorata con statue, restaurata nel secondo dopoguerra dopo che i bombardamenti alleati del 1944 l'avevano pesantemente danneggiata. È caratterizzato da una cattedra, dove sedeva il professore, sovrastata da un baldacchino retto da due statue di uomini nudi e privati della pelle, detti "gli spellati", opera settecentesca di Ercole Lelli. Le numerose statue che decorano le pareti rappresentano medici dell'antichità e della contemporaneità, in busto se ritenuti figure minori, a figura intera se considerati eminenti luminari. Le due statue principali, alla destra dell'entrata, raffigurano Ippocrate e Galeno, rispettivamente il più importante medico greco e il più importante medico romano. Una statua interessante, sulla parete opposta alla cattedra, raffigura un medico che regge in mano un naso: si tratta del bolognese Gaspare Tagliacozzi, considerato il precursore della rinoplastica.
Al piano superiore del palazzo sono collocate anche le antiche sale di studio dei Legisti (diritto civile e diritto canonico) e degli Artisti (filosofia, medicina, matematica, scienze fisiche e naturali). Le rispettive aule magne sono la Sala dello Stabat Mater e la Sala di Lettura dell'odierna Biblioteca Comunale. La Sala dello Stabat Mater venne così chiamata a ricordo della prima esecuzione nazionale dell'omonima opera di Gioachino Rossini tenutavi il 18 marzo 1842 con la direzione di Gaetano Donizetti. Sia i legisti che gli artisti disponevano di dieci aule, ma quelle dei legisti erano tutte disposte lungo il corridoio principale.
A testimonianza della lunga storia universitaria del palazzo è rimasto il più vasto complesso araldico murale al mondo, composto attualmente da circa 6000 (in origine erano oltre 7000) stemmi studenteschi e iscrizioni in onore dei professori. Il complesso fortunatamente si salvò dalla distruzione ingiunta dal governo repubblicano nel 1797 e dai bombardamenti della seconda guerra mondiale.

## Galleria d'immagini

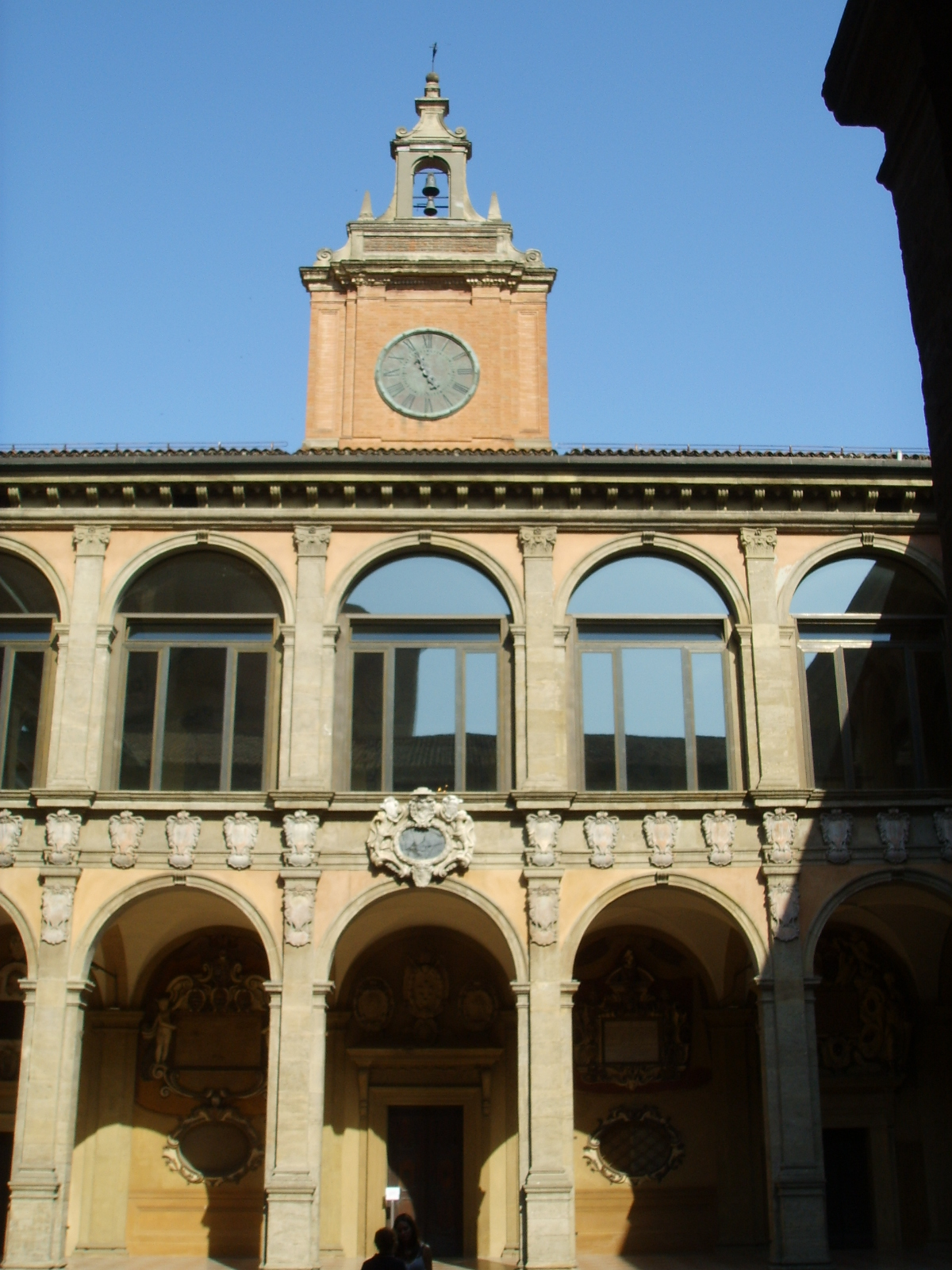
Il palazzo dell'Archiginnasio visto dal cortile interno.
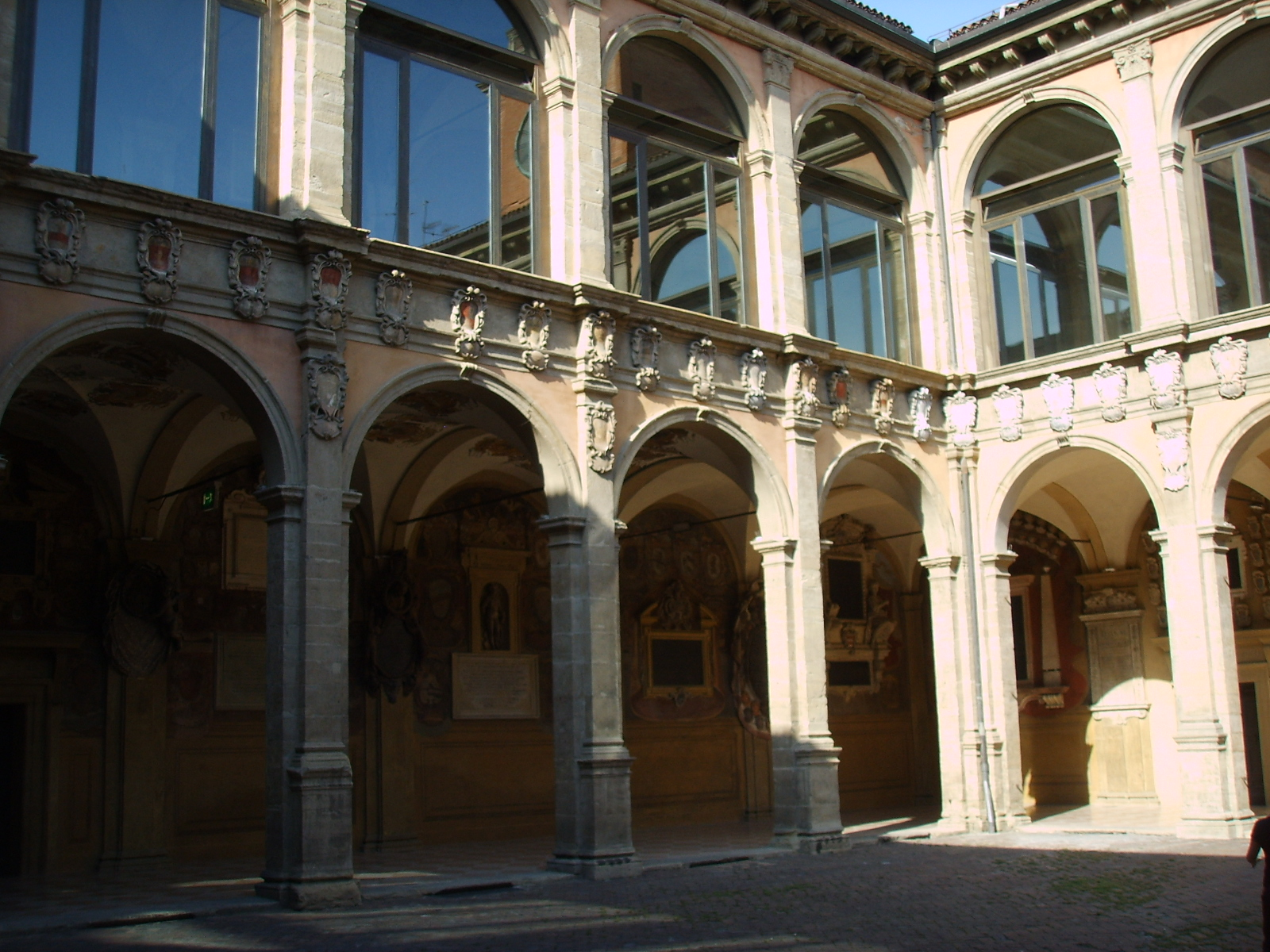
Il cortile interno del palazzo.
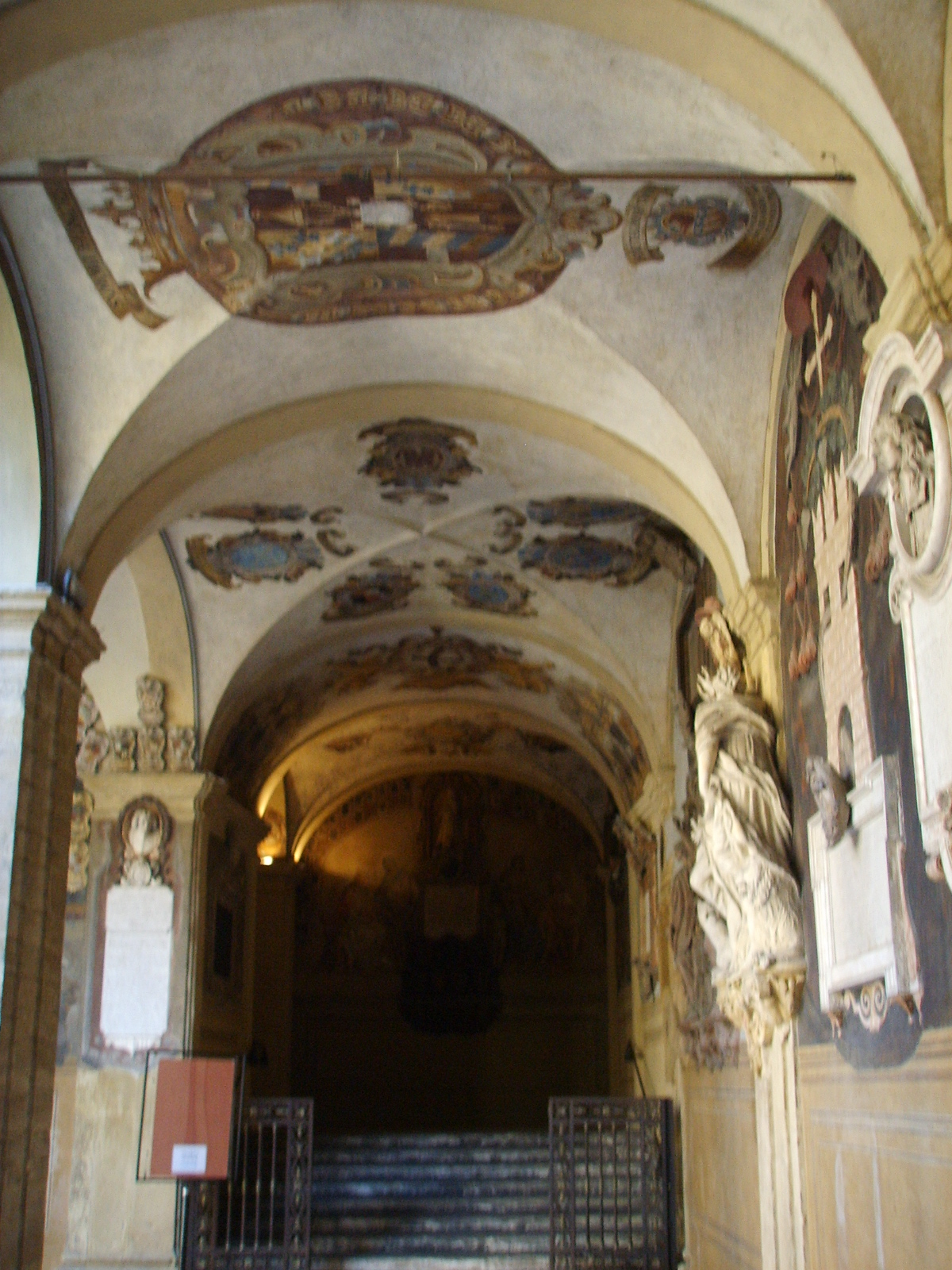
Il portico del cortile interno. Accesso alle scale.
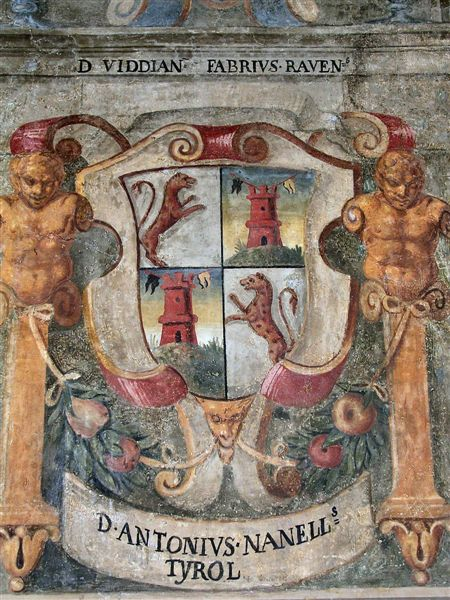
Stemmi studenteschi
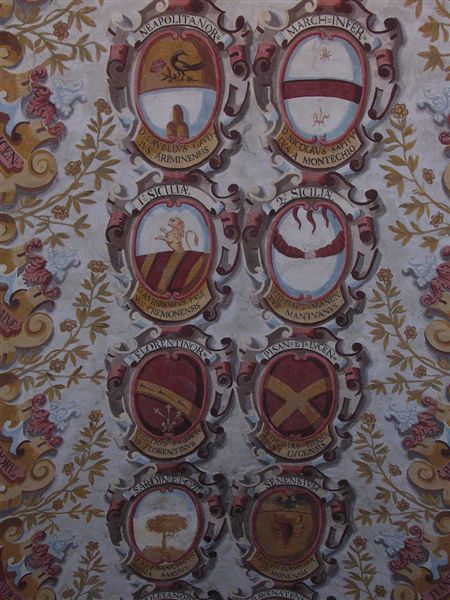
Altri stemmi araldici
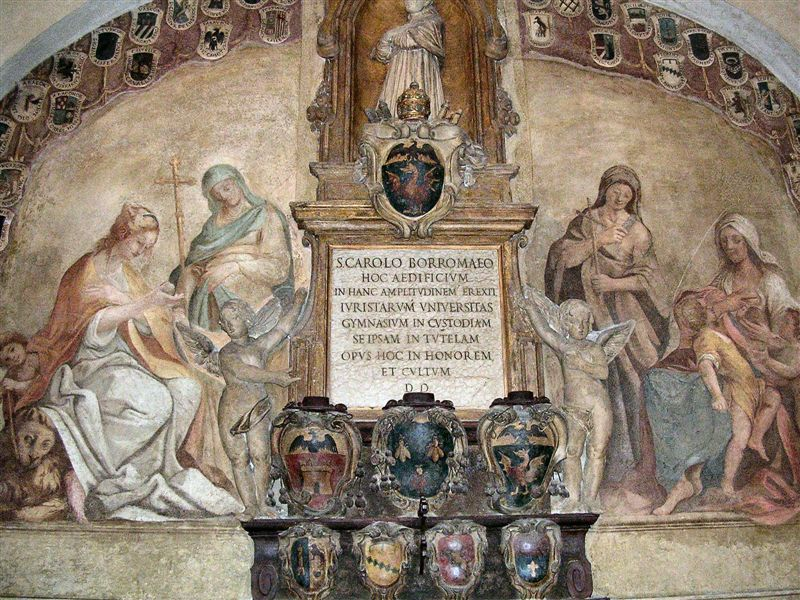
Iscrizione in onore di Carlo Borromeo
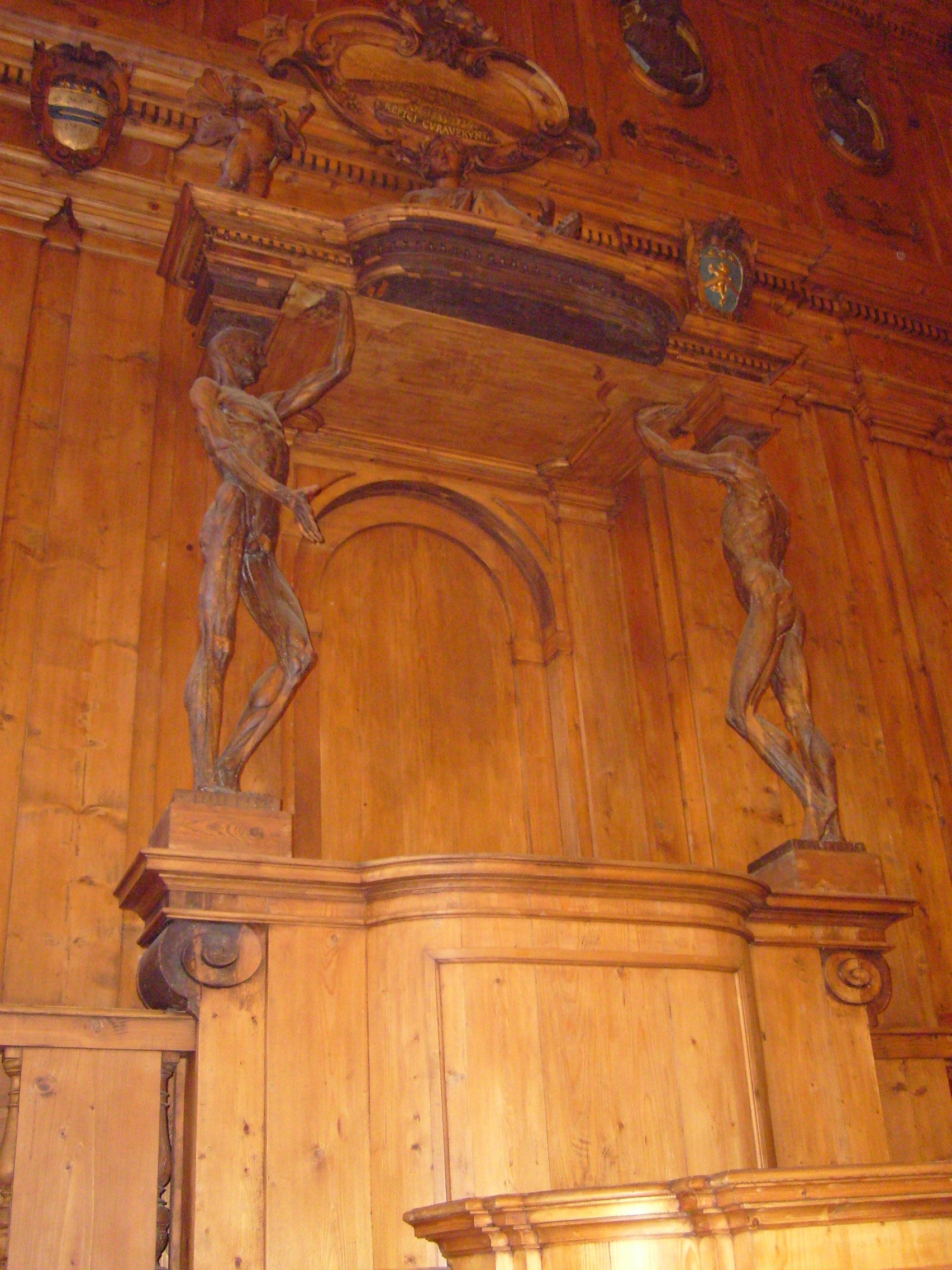
Teatro anatomico. Baldacchino degli "spellati".
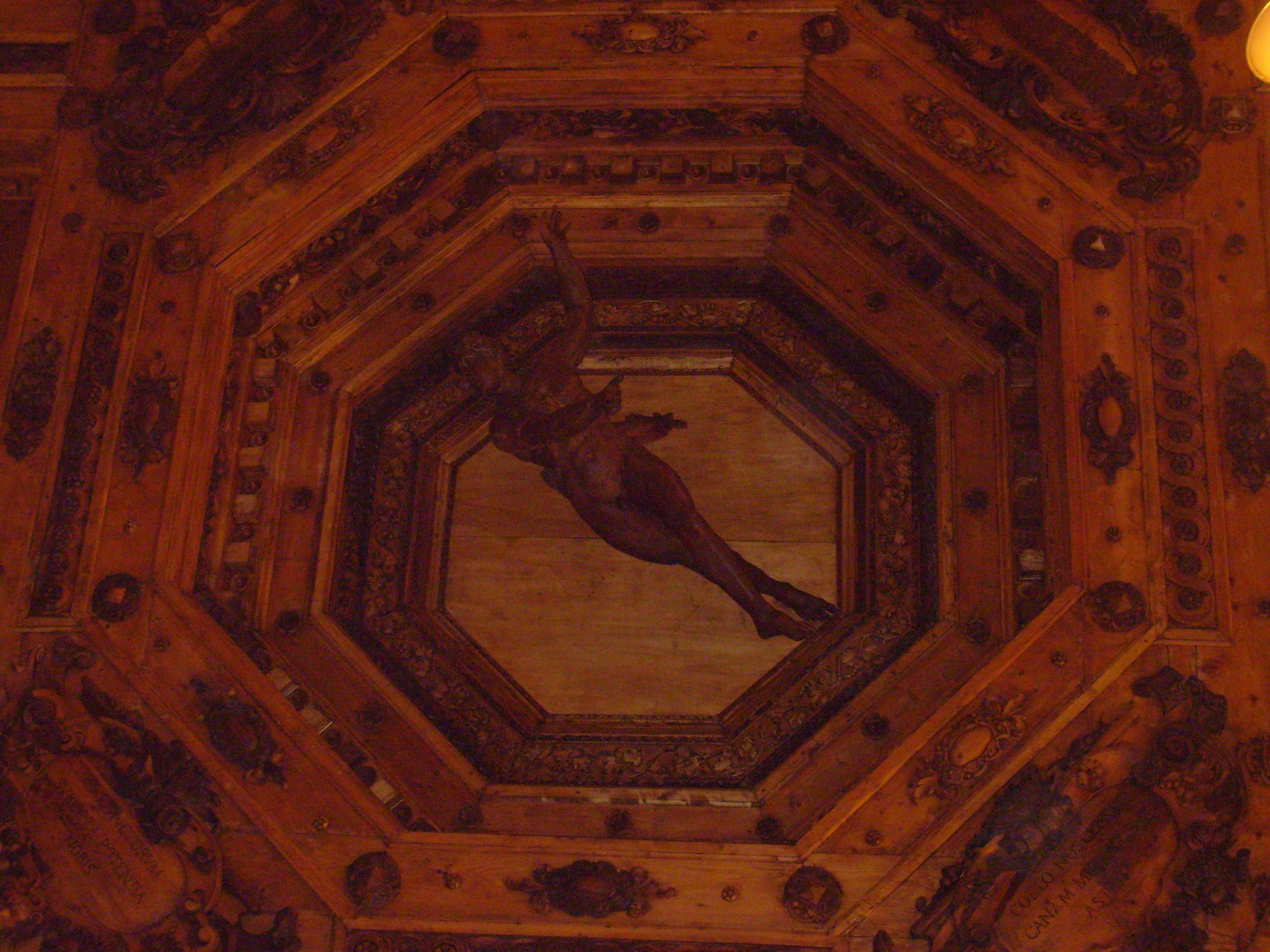
Teatro anatomico. Soffitto ligneo con statua di Apollo.
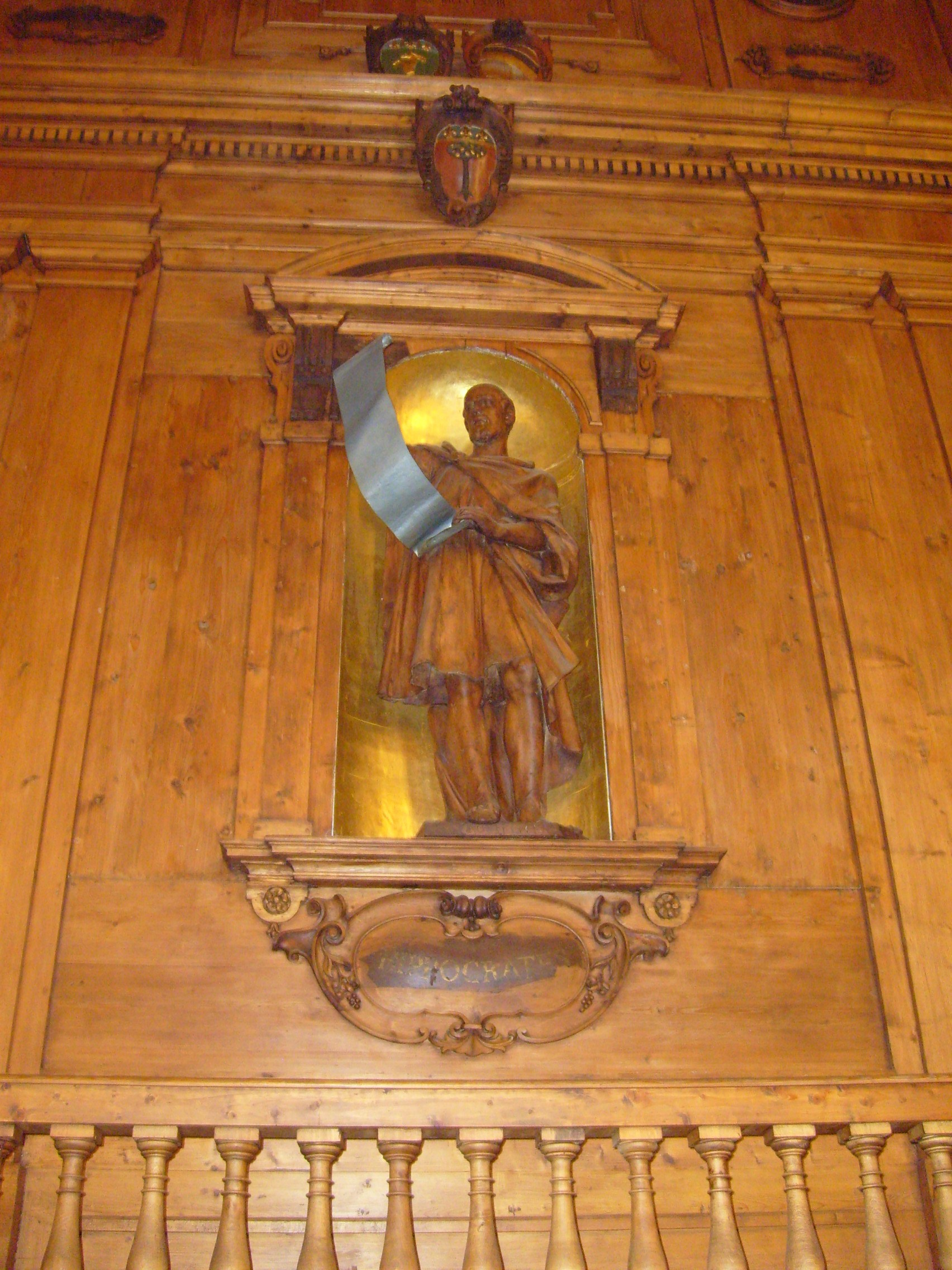
Teatro anatomico. Statua di Ippocrate.
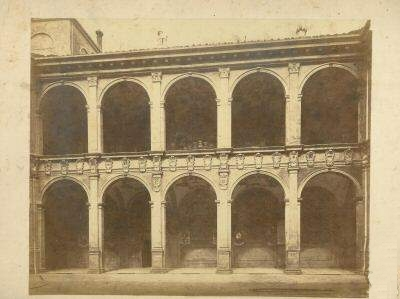
Cortile interno. Foto storica di Pietro Poppi (1833-1914)